# W. H. Eugen Schwarz
W. H. Eugen Schwarz (* 30. Dezember 1937 in Guben) ist ein deutscher Chemiker (Theoretische Chemie). Er ist emeritierter Professor an der Universität Siegen.

## Leben
Schwarz studierte ab 1956 Chemie, Physik und Philosophie in Hamburg, Freiburg im Breisgau und Frankfurt am Main. 1965 erhielt er sein Diplom in Hamburg bei Adolf Knappwost (mit einer experimentellen Arbeit) und 1969 wurde er bei Hermann Hartmann promoviert (Untersuchungen über die Pseudopotentialmethode). Danach war er Assistent in Theoretischer Chemie bei Karl Heinz Hansen in Bonn, wo er sich 1973 habilitierte (Röntgen-Absorptionsspektroskopie an freien Molekülen) und danach Privatdozent und ab 1975 außerordentlicher Professor war. 1976 wurde er Professor in Siegen. 2003 wurde er emeritiert.
Schwarz war Gastprofessor an der Tsing-Hua-Nationaluniversität in Taiwan (1981), an der Freien Universität Amsterdam (1987), an der East China Normal University in Shanghai (1987), an der Tsinghua-Universität in Peking (ab 2009) und 2001 bis 2004 an der School of Chemistry and Chemical Technology (SJTU) in China. Außerdem war er Gastwissenschaftler am Ames Laboratory der Iowa State University bei Klaus Ruedenberg, an der Universität Nagoya und an der Universität Toruń.
Er befasst sich mit Pseudopotentialen, relativistischer Quantenchemie, Dichtefunktionaltheorie, Elektronendichteverteilung in Molekülen, Innerschalen-Anregungen in Atomen, grundlegenden chemischen Konzepten und Geschichte und Philosophie der Chemie.
Seit 1957 ist Schwarz Mitglied des Corps Thuringia Jena.

## Schriften
- Das Kombinierte Näherungsverfahren I: Theoretische Grundlagen, Theor. Chimica Acta, Band 11, 1968, S. 307
- Zur Anwendung von Austauschpotentialen bei SCF-Rechnungen an Atomen, Z. f. Physik, Band 214, 1968, S. 149
- X-ray absorption spectroscopy of free molecules, Angewandte Chemie Internat. Ed., Band 13, 1974, S. 454
- Interpretation of the core electron excitation spectra of hydride molecules and the property of hydride radicals, Chem. Phys., Band 11, 1975, S. 217
- Continuous change of valence to Rydberg type states. An example of XUV spectroscopy, Chem. Phys., Band 9, 1975, S. 157
- mit P. Hafner: Pseudo-potential approach including relativistic effects, J. Phys. B, Band 11, 1978, S. 217
- mit P. Hafner: Atomic transition probabilities from the pseudopotential approach, J. Phys. B, Band 11, 1978, 2975
- mit H. Wallmeier: Basic set expansions of relativistic molecular wave equations, Mol. Phys., Band 46, 1982, S. 1045
- mit P. Schwerdtfeger, M. Dolg, G. A. Bowmaker: Relativistic effects in gold chemistry I: Diatomic gold compounds, J. Chem. Phys., Band 91, 1989, S. 1762
- mit K. Ruedenberg, L. Mensching: Chemical deformation densities I: Principles and formulation of quantitative determination, J. Am. Chem. Soc., Band 111, 1989, S. 6926
- mit S. G. Wang, D. K. Pan: Density calculations of lanthanide oxides, J. Chem. Phys., Band 102, 1995, S. 9296
- Density functional study of first row transition metal dihalides, J. Chem. Phys., Band 109, 1998, S. 7252
- mit anderen: Hans G. A. Hellmann (1903–1938), Teil 1,2, Bunsen-Magazin, Band 1, 1999, S. 10, S. 60